# 1878 في روسيا
فيما يلي قوائم الأحداث التي وقعت خلال عام 1878 في روسيا.

## ظهور
- 1 يناير – الإخوة كارامازوف كتاب من تأليف فيودور دوستويفسكي.

## مواليد

### مارس
- 4 مارس – بيتر دميانوفيتش أوسبنسكي
- 7 مارس – بوريس كوستودييف

### مايو
- 6 مايو – إدوارد كلارك ممثل أمريكي.

### يونيو
- 19 يونيو – ياركوف يورفسكي

### أغسطس
- 2 أغسطس – أينو كلاس كاتبة فنلندية.

## وفيات

### سبتمبر
- 25 سبتمبر – ثروت سزا قادين (مواليد 1823) زوجة السلطان العثماني عبد المجيد الأول.